# Ban Thường vụ Bộ Chính trị Đảng Lao động Triều Tiên
Ban Thường vụ Bộ Chính trị Ủy ban Trung ương Đảng Lao động Triều Tiên (tiếng Hàn Quốc: 조선로동당 중앙위원회 정치국 상무위원회 Chosŏn Rodongdang Chungang Wiwŏnhoe Chŏngch'igung Sangmu Wiwŏnhoe) còn được gọi là Ủy ban Thường vụ Bộ Chính trị (정치국 상무위원회), Thường vụ Bộ Chính trị, Đoàn Chủ tịch Bộ Chính trị, là cơ quan trực thuộc Ủy ban Trung ương Đảng, do các thành viên lãnh đạo chủ chốt làm ủy viên. Cơ quan được ủy nhiệm chính thức là tiến hành các cuộc thảo luận chính sách và đưa ra quyết định về các vấn đề lớn khi Bộ Chính trị không tổ chức phiên họp. Trong khi Ủy ban Thường vụ về lý thuyết báo cáo lần lượt với Bộ Chính trị, Ủy ban Trung ương, nhưng thực tế, Ủy ban Thường vụ đóng vai trò là cơ quan ra quyết định quyền lực nhất ở Bắc Triều Tiên, và các quyết định của Ủy ban tương đương với luật. Vai trò của Ủy ban gần giống với vai trò của Ủy ban Thường vụ Bộ Chính trị Đảng Cộng sản Trung Quốc.
Ủy ban Thường vụ Bộ Chính trị thành lập tại Đại hội VI vào tháng 10/1980. Vào thời điểm đó, Ủy ban Thường vụ gồm 5 ủy viên gồm Kim Il Sung, Kim Il, O Jin-u, Kim Jong Il và Ri Jong-ok. Kể từ đó, Đảng Lao động đã không tổ chức một đại hội Đảng toàn quốc. Ủy ban Thường vụ Bộ Chính trị không được bổ sung. Một số ủy ban thường trực đã qua đời hoặc miễn nhiệm. Khi Kim Jong Il trở thành Tổng bí thư năm 1997, Ủy ban Thường vụ còn lại mình ông. Ủy ban đã mất vai trò lãnh đạo Đảng vào thời điểm đó.
Năm 2010, Hội nghị toàn quốc Trung ương Đảng lần thứ 3 đã được tổ chức. Hội nghị đã bầu Kim Jong Il, Jo Myong-rok, Ri Yong-ho và Choe Yong-rim làm ủy viên Ủy ban Thường vụ Bộ Chính trị Trung ương. Năm 2012, Hội nghị toàn quốc Trung ương Đảng lần thứ 4 đã bổ sung Choe Ryong-hae làm thành viên của Ủy ban Thường vụ Bộ Chính trị. Vào tháng 7/2012, Ri Yong-ho đã được miễn nhiệm. Vào tháng 4/2015, Hwang Pyong-so, Chủ nhiệm Tổng cục Chính trị Quân đội Nhân dân Triều Tiên, đã trở thành ủy viên Ủy ban Thường vụ. Vào tháng 5/2016, sau 36 năm trôi qua, Đảng Lao động đã tổ chức Đại hội Đảng toàn quốc lần thứ 7. Đại hội đã bầu Kim Jong-un, Kim Yong-nam, Hwang Pyong-so, Pak Pong-ju và Choe Ryong-hae làm ủy viên Ủy ban Thường vụ Bộ Chính trị mới.

## Danh sách các nhiệm kỳ

### Đại hội Đảng lần thứ VI
| Chân dung | Họ tên                        | Bổ nhiệm | Miễn nhiệm | Kiêm nhiệm | Ghi chú                |
| --------- | ----------------------------- | -------- | ---------- | --- | ---------------------- |
|           | Kim Il-Sung Kim Nhật Thành    | 10/1980  | 7/1994     | Tổng Bí thư Ủy ban Trung ương Đảng Ủy viên trưởng Ủy ban Quân sự Trung ương Đảng Chủ tịch nước                                          | Mất khi đang tại nhiệm |
|           | Kim Il Kim Nhất               | 10/1980  | 3/1984     | Phó chủ tịch nước | Mất khi đang tại nhiệm |
|           | O Jin-u Ngô Chấn Vũ           | 10/1980  | 2/1995     | Phó Ủy viên trưởng Ủy ban Quân sự Trung ương Đảng Phó ủy viên trưởng thứ nhất Ủy ban Quốc vụ Triều Tiên                                 | Mất khi đang tại nhiệm |
|           | Kim Jong-il Kim Chính Nhật    | 10/1980  | 12/2011    | Tổng Bí thư Đảng Ủy viên trưởng Ủy ban Quân sự Trung ương Đảng Ủy viên trưởng Ủy ban Quốc phòng Triều Tiên                              | Mất khi đang tại nhiệm |
|           | Li Jong-ok Lý Chung Ngọc      | 10/1980  | 6/1983     | Tổng lý Chính vụ viện |                        |
|           | Kim Jong-un Kim Chính Ân      | 4/2012   | 5/2016     | Bí thư thứ nhất Đảng Ủy viên trưởng Ủy ban Quân sự Trung ương Đảng Ủy viên thứ nhất Ủy ban Quốc phòng Triều Tiên                        |                        |
|           | Kim Yong-nam Kim Vĩnh Nam     | 9/2010   | 5/2016     | Chủ tịch Đoàn Chủ tịch Hội nghị Nhân dân Tối cao                                                                                        |                        |
|           | Choe Yŏngrim Thôi Anh Lâm     | 9/2010   | 4/2013     | Tổng lý Nội các Triều Tiên |                        |
|           | Jo Myong Rok Triệu Minh Lộc   | 9/2010   | 11/2010    | Phó Chủ tịch thứ nhất Ủy ban Quốc phòng nước Cộng hòa Dân chủ Nhân dân Triều Tiên Cục trưởng cục chính trị Quân đội Nhân dân Triều Tiên | Mất khi đang tại nhiệm |
|           | Ri Yong-ho Lý Anh Hạo         | 9/2010   | 7/2012     | Phó ủy viên trưởng Ủy ban Quân sự Trung ương Đảng Tông tham mưu trưởng Quân đội Nhân dân Triều Tiên                                     | Miễn nhiệm do bệnh     |
|           | Choe Ryong-hae Thôi Long Hải  | 4/2012   | 2/2015     | Phó ủy viên trưởng Ủy ban Quân sự Trung ương Đảng Cục trưởng cục chính trị Quân đội Nhân dân Triều Tiên                                 |                        |
|           | Hwang Pyong-so Hoàng Bỉnh Thệ | 4/2015   | 5/2016     | Phó ủy viên trưởng Ủy ban Quân sự Trung ương Đảng Cục trưởng cục chính trị Quân đội Nhân dân Triều Tiên                                 |                        |

### Đại hội Đảng lần thứ VII (2016 - 2021)
| Chân dung | Họ tên                        | Bổ nhiệm | Miễn nhiệm | Kiêm nhiệm | Ghi chú |
| --------- | ----------------------------- | -------- | ---------- | --- | ------- |
|           | Kim Jong-un Kim Chính Ân      | 5/2016   | 01/2021    | Bí thư thứ nhất Đảng Ủy viên trưởng Ủy ban Quân sự Trung ương Đảng Ủy viên thứ nhất Ủy ban Quốc phòng Triều Tiên                                  |         |
|           | Hwang Pyong-so Hoàng Bỉnh Thệ | 5/2016   | 01/2021    | Phó Chủ tịch Ủy ban Quân sự Trung ương Đảng Cục trưởng cục chính trị Quân đội Nhân dân Triều Tiên                                                 |         |
|           | Pak Pong-ju Phác Phượng Trụ   | 5/2016   | 01/2021    | Phó Chủ tịch Ủy ban Quốc vụ Triều Tiên |         |
|           | Choe Ryong-hae Thôi Long Hải  | 5/2016   | 01/2021    | Phó Chủ tịch Ủy ban Quân sự Trung ương Đảng Chủ nhiệm Ban Tổ chức và Chỉ đạo Trung ương Ủy viên trưởng Ủy ban Thường vụ Hội đồng Nhân dân Tối cao |         |
|           | Kim Tok-hun                   | 08/2020  | 01/2021    | Tổng lý Nội các (tức Thủ tướng) |         |

### Đại hội Đảng lần thứ VIII (2021 - nay)
| Ủy viên | Ủy viên                          | Thành viên từ | Chức vụ đương nhiệm |
| ------- | -------------------------------- | ------------- | --- |
|         | Kim Jong-un김정은 (sinh 1984)    | 11/04/2012    | - Tổng Bí thư Đảng Lao động Triều Tiên - Chủ tịch Ủy ban quân sự Trung ương - Chủ tịch Ủy ban Quốc vụ - Tổng Tư lệnh tối cao Quân đội Cộng hoà Dân chủ Nhân dân Triều Tiên |
|         | Choe Ryong-hae최룡해 (sinh 1950) | 11/04/2012    | - Phó Chủ tịch thường trực Ủy ban Quốc vụ - Ủy viên trưởng Ủy ban Thường vụ Hội đồng Nhân dân Tối cao (tức Quốc hội)                                                       |
|         | Ri Pyong-chol리병철 (sinh 1948)  | 13/08/2020    | - Bí thư Trung ương Đảng - Phó Chủ tịch Ủy ban quân sự Trung ương - Ủy viên Ủy ban Quốc vụ                                                                                 |
|         | Kim Tok-hun김덕훈 (sinh 1962)    | 13/08/2020    | - Tổng lý Nội các (tức Thủ tướng) |
|         | Jo Yong-won조용원                | 10/01/2021    | - Bí thư Trung ương Đảng - Ủy viên Ủy ban quân sự Trung ương |